# ديريك مورغان
ديريك مورغان (26 فبراير 1929 في المملكة المتحدة - 4 نوفمبر 2017) (بالإنجليزية: Derek Morgan)‏ هو لاعب كريكت بريطاني. لعب مع نادي مقاطعة ديربيشاير للكريكت ‏.